# تحفظ قانوني
التحفظ القانوني أو تحفظ العقود هو شرط قانوني موجود في قانون عقود ولايات الاختصاص القانونية الأكثر شيوعًا والذي يتطلب إشراك المالك لمقاول لتحمل نسبة محددة من الدفع لفترة محددة من الوقت. ويتم القيام بذلك لضمان دفع جميع الأطراف المشاركة في عقد ما. ويحق لأي من المقاولين من الباطن الذين عملوا في هذا المشروع الدفع على أساس الاستحقاق الكمي، وسوف تسمح المحاكم بالحصول على امتياز ضد أي من الممتلكات التي تحسن عملها، في حال عدم تلقي الدفع. ومن أجل تسريع وتبسيط العملية بالكامل، يمكن لأي من المقاولين من الباطن، الذين رفضوا الدفع للمقاول الذي قام بتوظيفهم في المشروع،[بحاجة لتوضيح] المطالبة بالتحفظات. وفي ظل هذه الظروف، قد يقوم المقاول من الباطن بتحصيل المدفوعات من المالك، الذي من ثم يقوم بتقليل الدفعة (أي عند الكشف عما تبقى من تحفظات) التي يتم دفعها للمقاول. يُرجى الملاحظة أنه يحق للمقاول من الباطن الدفع على أساس الاستحقاق الكمي، بصرف النظر عما إذا كان المقاول من الباطن قد أحدث تقصيرًا في العقد مع المالك من عدمه.
في بعض ولايات الاختصاص، هناك نوعان أو أكثر من التحفظات. على سبيل المثال، توظف ولاية أونتاريو، كندا كل من التحفظات الأساسية والنهائية على حد سواء. ويُشكل التحفظ الأساسي 10% من التكلفة الإجمالية للمشروع، ويتم الكشف عنه بعد 45 يومًا من الانتهاء الجوهري للمشروع. فيما يشكل التحفظ النهائي 10% من قيمة العمل الذي لازال متروكًا للانتهاء منه بعد الانتهاء الجوهري للمشروع، ويتم الكشف عنه بعد 45 يومًا فقط من انتهاء المشروع.